# Marc Maet
Marc Maet (Schoten, 21 juni 1955 - Gent, 19 juni 2000) was een Vlaams-Belgisch beeldend kunstenaar en kunstschilder.
Van 1974 tot 1978 studeerde hij schilderkunst aan de Koninklijke Academie voor Schone Kunsten van Gent waar hij van 1984 tot 2000 docent schilderkunst was. In 1982 ontving hij in Oostende de ‘Europaprijs voor Schilderkunst’.

## Werken
In de late jaren zeventig en vroege jaren tachtig vond er een opleving plaats in de schilderkunst, waarbij kunstenaars reageerden tegen de dominante conceptuele en minimalistische trends. Het neo-expressionisme had hernieuwde interesse in figuratie en expressie die zich manifesteerde onder andere in Duitsland met de 'Nieuwe Wilden' en met de Italiaanse transavantgarde beweging. In België was er ook sprake van een opkomende 'Nieuwe schilderkunst', waarin kunstenaars zoals Philippe Vandenberghe, Fik van Gestel en Marc Maet opvielen als belangrijke figuren. Marc Maet werd niet alleen beïnvloed door deze vernieuwende beweging, maar ontwikkelde ook zijn eigen unieke pad binnen de schilderkunst.
Maet's vroege werken weerspiegelden een sensuele benadering van het medium, waarbij hij dikke lagen acrylverf gebruikte om oppervlakken te bedekken. Zijn composities waren expressief en dynamisch, met thema's die vaak teruggrepen naar etnische kunst, zoals Afrikaanse motieven. De aanwezigheid van motieven zoals vazen en urnen in zijn werk bracht zowel vruchtbaarheids- als sterfelijkheidssymboliek met zich mee.
Gedurende de jaren tachtig begon Maet echter een verschuiving te tonen naar een meer conceptuele benadering van schilderkunst. Zijn schilderijen werden strakker gecomponeerd, met egaler geschilderde vlakken. De titels van zijn werken, zoals 'De wegen van de schilderkunst' en 'Ik woon in de schilderkunst', onthulden zijn groeiende interesse in het medium zelf als onderwerp. Hij begon te experimenteren met vormen en motieven die een meer symbolische en conceptuele betekenis droegen.
In de late jaren tachtig en begin jaren negentig nam Maet een opvallende wending in zijn werk door Middeleeuwse religieuze iconografie te incorporeren. Hij onttrok deze beelden aan hun oorspronkelijke context en transponeerde ze naar een abstracte picturale omgeving. Hoewel zijn vroege werk zich kenmerkte door sensuele expressie, creëerde Maet nu werken met een diepgaande religieuze en symbolische betekenis. Deze schilderijen bevatten vaak opschriften in vilt, waarbij het materiaal opzettelijk werd verwerkt om een extra gelaagdheid aan de werken toe te voegen.
Marc Maet's oeuvre was gekenmerkt door een voortdurende zoektocht naar nieuwe mogelijkheden binnen de schilderkunst. Hij ontwikkelde zich vanuit een expressieve en dynamische stijl naar een meer conceptuele benadering, waarbij hij religieuze en symbolische elementen integreerde in zijn werken. Zijn schilderijen nodigden uit tot diepgaande interpretatie en reflectie, en toonden een kunstenaar die voortdurend het potentieel van het medium verkende en uitbreidde.

## Onderscheidingen
- Europaprijs voor Schilderkunst van de Stad Oostende, 1982.

## Nootvermeldingen
1. ↑  Anne Milkers, "Zoektocht naar het absolute, De schilderkunst van Marc Maet," Ons Erfdeel, Jaargang 33(1990), . Gearchiveerd op 26 augustus 2023.